# Клещин, Александр Иванович
Алекса́ндр Ива́нович Кле́щин (25 октября 1928, с. Коса Коми-Пермяцкого округа — 15 апреля 2005, Кудымкар) — первый профессиональный коми-пермяцкий композитор, основоположник профессиональной музыки коми-пермяков.
Создал более 300 произведений, многие из которых известны далеко за пределами округа. Его произведения исполнялись хором и оркестром Пермского театра оперы и балета имени П. И. Чайковского в Перми, а созданный им Коми-Пермяцкий ансамбль, получил звание «Народный». В Москве и Свердловске ансамбль Клещина А. И. неоднократно становился Лауреатом I степени. В Свердловске его вокальные произведения исполнял Уральский народный хор. Композитор с успехом писал музыку к театральным спектаклям. Спектакль имел огромный успех в Эстонии и Финляндии. Композитор ездил в фольклорные экспедиции по округу, собирал народные песни, наигрыши на многоствольной флейте коми-пермяков пэлянах, сам изготовил пэляны и выступал с ними на Всесоюзном телевидении в Москве в 1967 году. Его песня «Ой тэ Иньва» вошла в сборник народных песен коми пермяков И. Травиной (1973 г) как народная. В 1975 году вышел его авторский сборник «Коми-пермяцкие народные песни», а в 1995 году вышел второй, дополненный теоретической частью, в том числе и исследование по игре коми-пермяков на дудках пэлянах. Клещин много занимался народной музыкой земляков, ей он посвятил свою дипломную работу в институте. Композитору более всего удавались вокальные сочинения, которые он издал в Коми-Пермяцком издательстве. В период с 1968 по 1991 год композитор с семьей жил и много работал в Свердловске. В 1991 году вернулся в Коми-Пермяцкий округ, став художественным руководителем ансамбля коми-пермяцкой песни и танца «Шондібан» («Лик солнца») В Кудымкаре он по-прежнему много сочинял, издавал, выступал с творческими вечерами. В 1949 окончил театральную студию при Коми-Пермяцком драматическом театре в Кудымкаре, окончил также музыкальное училище и Музыкально-педагогический институт им. Гнесиных в Москве. Заслуженный работник культуры РСФСР (1965). Имеет Медаль ордена «За заслуги перед Отечеством» II степени (1999).